# Björn Prytz
Björn Gustaf Prytz, (Gotemburgo 2 de abril de 1887 - Marstrand, 22 de junio de 1976) fue un sueco industrial, diplomático y miembro del parlamento. Se destacó principalmente en SKF, como enviado de Suecia en Londres durante la Segunda Guerra Mundial, y como parlamentario liberal.

## Biografía
Björn Prytz pasó su infancia y juventud en Inglaterra a partir de los seis años y se graduó en el Dulwich College en 1903. Posteriormente, estudió comercio y realizó prácticas en una agencia de seguros en Berlín entre 1904 y 1905. Luego trabajó en la filial de AB Separator en Berlín durante 1905 y en su sucursal de Bruselas desde 1906 hasta 1908. Entre 1908 y 1910, se desempeñó como comerciante en Argel, y de 1910 a 1912, dirigió la oficina de ventas de AB Separator en Estocolmo. De 1913 a 1914, fue jefe de publicidad (director de marketing) en Svenska Kullagerfabriken (SKF) en Gotemburgo. Durante la Primera Guerra Mundial, entre 1914 y 1918, lideró la filial estadounidense de SKF, SKF Administrative Co, en Hartford, Connecticut. En 1919, fue nombrado Director General de SKF, sucediendo a Sven Wingquist.
Prytz mantuvo el cargo de director general hasta 1937, cuando fue designado presidente del consejo, puesto que ocupó durante un año. En 1938, fue nombrado enviado de Suecia en Londres, cargo que desempeñó hasta 1947, cuando fue sucedido por el embajador Erik Boheman. Durante este período, Prytz documentó su experiencia en Documentos sobre la política de Suecia durante la Segunda Guerra Mundial, una obra publicada en tres volúmenes en 1947.
Prytz fue miembro del consejo de SKF Gotemburgo de 1913 a 1937, de F W Hasselblad & Co en Gotemburgo de 1922 a 1923, y de Fábricas Jonsereds de 1925 a 1938, donde también ocupó el cargo de presidente de 1926 a 1938. Además, fue miembro de AB Volvo de 1932 a 1938 y presidente de la misma empresa de 1949 a 1958. Fue presidente de Sveriges Allmänna Exportföretag de 1935 a 1938 (y se convirtió en miembro honorario en 1952) y, entre 1929 y 1930, se desempeñó como miembro de la segunda cámara del parlamento sueco por la circunscripción de Gotemburgo con el Partido Liberal. También presidió el consejo de Svenska Tändsticks Aktiebolaget de 1933 a 1937 y dirigió AB Transfer desde 1947, Etiopiska kompaniet AB desde 1947, y Marstrands mekaniska verkstad desde 1949. Fue presidente de Götaverken de 1953 a 1957 (siendo vicepresidente desde 1947) y miembro de AB Park Avenue en Gotemburgo desde 1947.
Björn Prytz fue hijo del comerciante Gustaf Prytz y Theresa Prytz, de soltera Ward White. Se casó por primera vez en 1912 con Ingrid Mellgren (1888-1967), hija del notario de la corte Olof Erik August Mellgren y Carolina Elisabeth Mellgren, de soltera Winkrans, y por segunda vez en 1933 con la licenciada en filosofía Aino Andersson Kantele (1903-1997). En su primer matrimonio, fue padre de Agneta Prytz. Björn y Aino Prytz socializaron en Londres con el general Charles de Gaulle y su esposa.

## Björn Prytz y AB Volvo
Prytz estuvo detrás del lanzamiento de un rodamiento con la marca Volvo. El rodamiento se lanzó en el mercado sueco en 1915 y se vendería como un rodamiento económico en el competitivo mercado automovilístico estadounidense. Esto se logró, entre otras cosas, estableciendo una fábrica de SKF en Hartford, Connecticut. La solicitud de registro se envió a la Oficina de Patentes y Registros el 11 de mayo de 1915. Sin embargo, la marca no se utilizó en gran medida para los rodamientos, y tanto la marca como la nueva empresa registrada AB Volvo quedaron inactivas hasta que comenzó la fabricación de automóviles en 1926-27. Las ideas para fabricar automóviles dentro de SKF bajo la marca Volvo surgieron después de 1922, cuando Assar Gabrielsson, con experiencia de su tiempo como director general de la filial de ventas de SKF en París, fue llamado a casa y nombrado director de ventas de todo el grupo SKF.

## "El caso Prytz"
El 17 de junio de 1940, Prytz tuvo una reunión con Richard Austen Butler en el Ministerio de Relaciones Exteriores, donde discutieron la posibilidad de que Gran Bretaña llegara a un acuerdo de compromiso de paz con Alemania Nazi. Prytz informó a Estocolmo que Butler, tras consultar con el ministro de Relaciones Exteriores Lord Halifax, había declarado que la política británica debía seguir "el sentido común y no la fanfarronería" y que "no se debía descartar ninguna posibilidad de alcanzar un compromiso (paz) siempre que la oportunidad cumpliera con requisitos razonables."
Prytz informó los detalles de la reunión en un telegrama al gobierno sueco el mismo día, del cual Churchill fue informado, probablemente mediante espionaje. Churchill escribió el 26 de junio a Halifax quejándose de que el "extraño lenguaje" de Butler insinuaba derrotismo, lo que avergonzaba al gobierno británico. Butler respondió en una carta manuscrita de cuatro páginas el mismo día, alegando que se había adherido a la línea oficial británica, que no había dicho nada "definitivo o específico que quisiera retractar" y ofreciéndose a renunciar. Su renuncia fue rechazada.

## Distinciones
Comendador de primera clase de la Orden de la Estrella Polar el 6 de junio de 1940, con la gran cruz en 1947; comendador de primera clase de la Orden de Vasa el 16 de junio de 1933; gran cruz de la Orden de la Estrella de Abisinia-Etiopía; gran cruz de la Orden del León de Finlandia; gran oficial de la Orden Belga de Leopoldo II; comendador de primera clase de la Orden de la Rosa Blanca de Finlandia; Orden del Rafidain de Irak de segunda clase; Orden de Homayoun de Irán de segunda clase; Orden del León y del Sol de Persia de segunda clase; gran oficial de la Orden del Águila Alemana; comendador de la Orden de la Legión de Honor de Francia; comendador de la Orden de la Corona de Italia; Insignia de Mérito de la Ciudad de Gotemburgo (1954).
Miembro del Royal Bachelors' Club de 1919 a 1939 y miembro honorario allí de 1939 a 1976.